# 馬里奥·加斯帕爾·佩雷茲
馬里奥·加斯帕爾·佩雷茲·馬丁內斯（西班牙語：Mario Gaspar Pérez Martínez；1990年11月24日—）馬里奥·加斯帕是一位西班牙足球運動員。在場上的位置是右後衛。現效力於西班牙足球乙级联赛球隊埃尔切。他也曾代表西班牙國家足球隊參賽。

## 榮譽

### 球會
比利亞雷阿爾
- 欧足联欧洲联赛冠軍：2020–21賽季[2]

## 外部連結
- Soccerway資料庫：馬里奥·加斯帕爾·佩雷茲